# IC 4300
IC 4300 је галаксија у сазвјежђу Ловачки пси која се налази на листи објеката дубоког неба у Индекс каталогу.
Деклинација објекта је + 33° 25' 11" а ректасцензија 13h 35m 25,1s. Привидна величина (магнитуда) објекта IC 4300 износи 15,1 а фотографска магнитуда 16,1. IC 4300 је још познат и под ознакама MCG 6-30-48, PGC 47912.